# Дуван-Кущинский кантон
Дуван-Кущинский кантон (баш. Дыуан-Ҡошсы кантоны) — кантон в составе Автономной Башкирской Советской Республики (1919—1922).
Административный центр — д.Месягутово.

## Географическое положение
Дуван-Кущинский кантон на севере и востоке граничил с Красноуфимским уездом, на западе — Златоустовским и Бирским уездами, на юго-западе — Кудейским кантоном и Уфимским уездом, а на юго-востоке — Златоустовским уездом.

## История

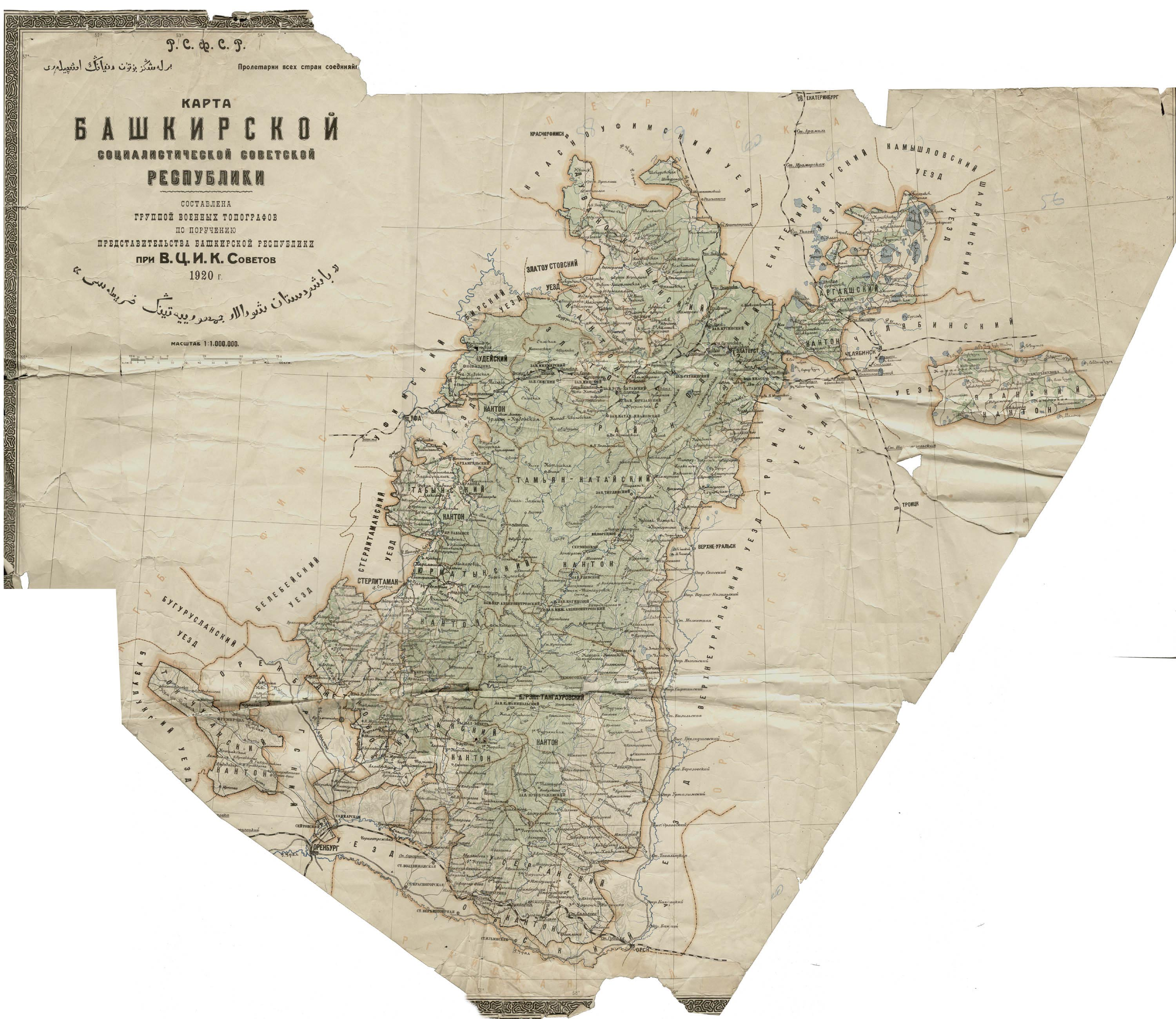
Карта АБСР в 1920 году

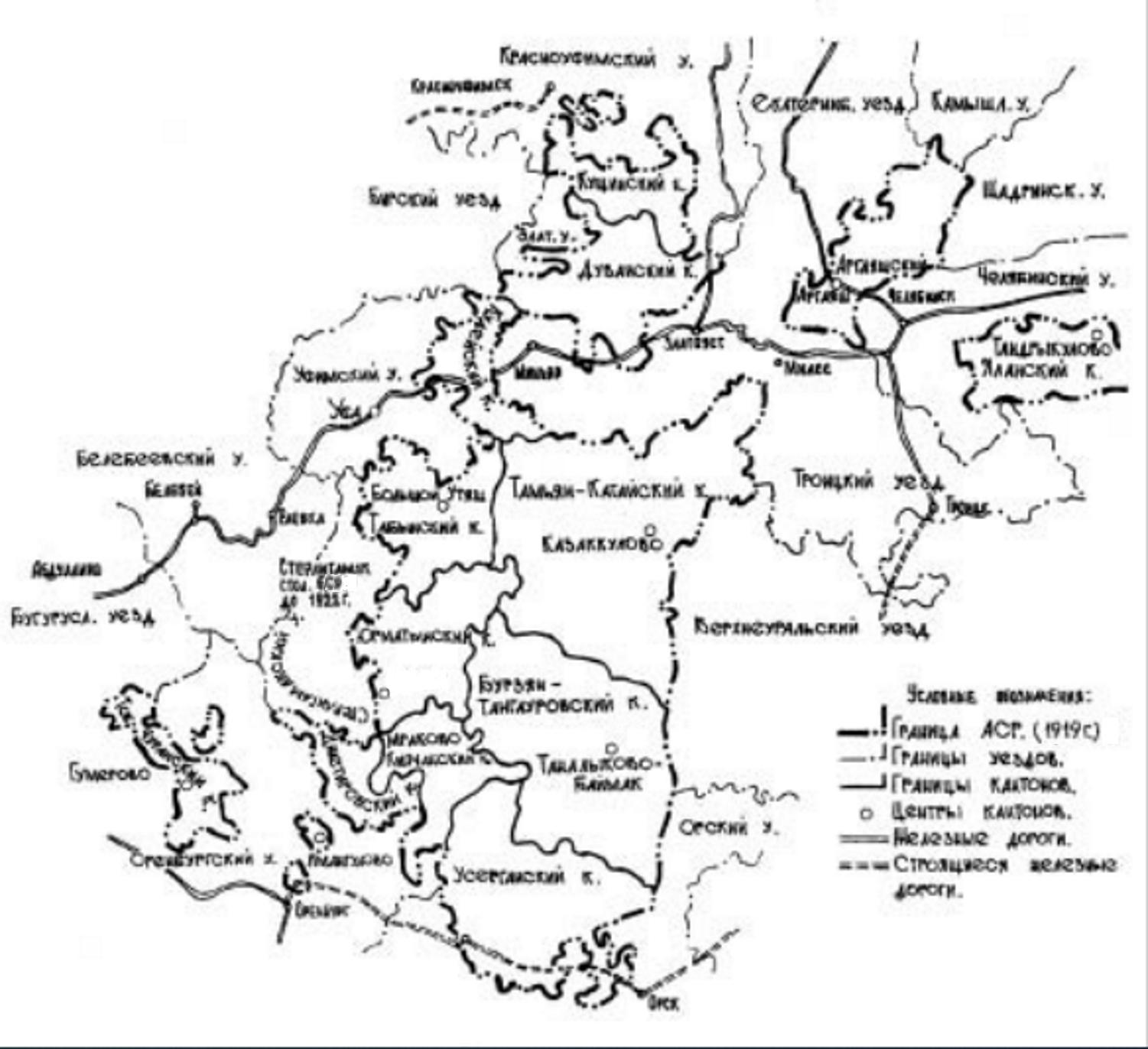
Дуван-Кущинский кантон на карте Малой Башкирии в сентябре 1919 года

В декабре 1917 года III Всебашкирский Учредительный курултай принял положение «Об автономном управлении Башкурдистана», согласно которой автономия состояла из девяти кантонов: Барын-Табынский, Бурзян-Тангауровский, Джитировский, Ичкин-Катайский, Кипчакский, Куваканский, Тамьянский, Ток-Чуранский и Усерганский. К началу 1919 года Башкурдистан состоял из 13 кантонов: Аргаяшский, Бурзян-Тангауровский, Джитировский, Дуванский, Кипчакский, Кудейский, Табынский, Кущинский, Тамьян-Катайский, Ток-Чуранский, Усерганский, Юрматынский и Яланский.
По «Соглашению центральной Советской власти с Башкирским правительством о советской автономии Башкирии» от 20 марта 1919 года территория республики состояла из 13 кантонов, в числе которых были Дуванский и Кущинский кантоны.
В сентябре 1919 года Дуванский (состоял из 10 волостей: 2-Айлинской, Белокатайской, Верхнекгинской, Дуван-Мечетлинской, Ибраевской, Калмакуловской, Мурзаларовской, Насибашевской, Нижне-Кигинской и Сикиязской волостей) и Кущинский кантоны (из 10 волостей) были объединены в Дуван-Кущинский кантон.
В 1921 году в Дуван-Кущинском кантоне насчитывалось 38 библиотек и 2 избы-читальни.
5 октября 1922 года Дуван-Кущинский кантон упразднён, а его территория состоящая из 20 волостей была передана в состав Месягутовского кантона.